# Fircyk (skała)

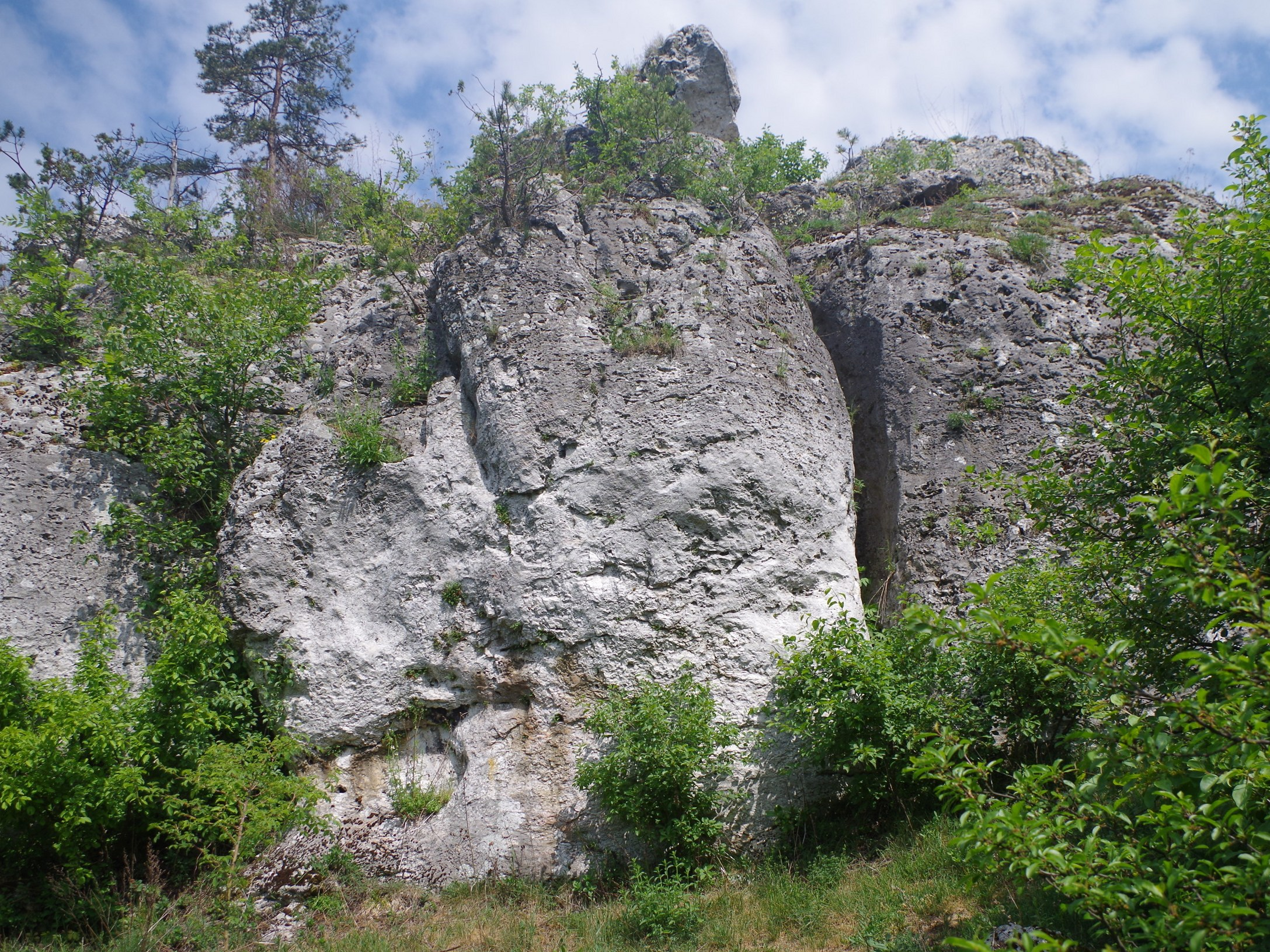
Fircyk od południowego wschodu

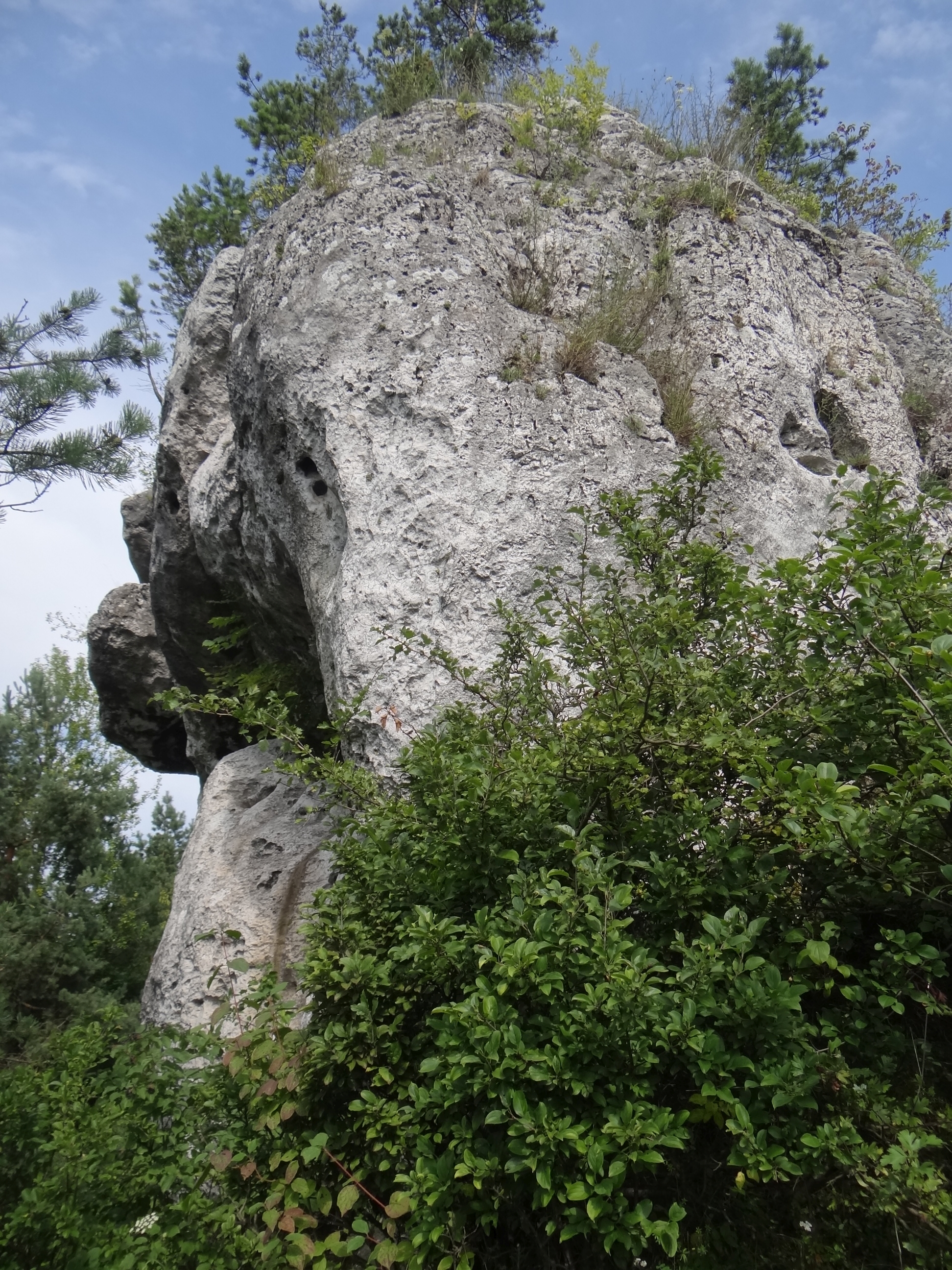

Fircyk – skała w grupie Straszykowych Skał w miejscowości Ryczów w województwie śląskim, w powiecie zawierciańskim, w gminie Ogrodzieniec. Straszykowe Skały należą do tzw. Ryczowskiego Mikroregionu Skałkowego. Są to tereny Wyżyny Częstochowskiej z licznymi skałami wapiennymi}.
Fircyk znajduje się na niewielkiej polance, w środkowej części grupy Straszykowych Skał, w sąsiedztwie Felina i Skrzyni. Zbudowany jest z wapieni, ma pionowe lub przewieszone, połogie ściany i występują w nim takie formacje skalne jak filar, komin i zacięcie. Ma wysokość 12–15 m.

## Drogi wspinaczkowe
Na Fircyku są 3 drogi wspinaczkowe o trudności od V do V+ w skali trudności Kurtyki oraz 5 projektów. Ściany wspinaczkowe mają wystawę zachodnią i północno-zachodnią. Drogi mają zamontowane stałe punkty asekuracyjne: ringi (r), spity (s), stanowisko zjazdowe (st) lub ring zjazdowy (rz).

Fircyk I
1. Lewa dolna; rz, V, 14 m
2. Projekt; 3s + rz, 14 m
3. Prawa dolna; rz, V+, 14 m
4. Projekt; 5s, 15 m

Fircyk II
1. Projekt; 1r + 1s + ST, 15 m
2. Fircyk; 2r, V+, 15 m
3. Projekt; 5r + st, 15 m
4. Projekt; 1s, 14 m
5. Projekt; 1s, 14 m[5].